# Amtsgericht Uelzen

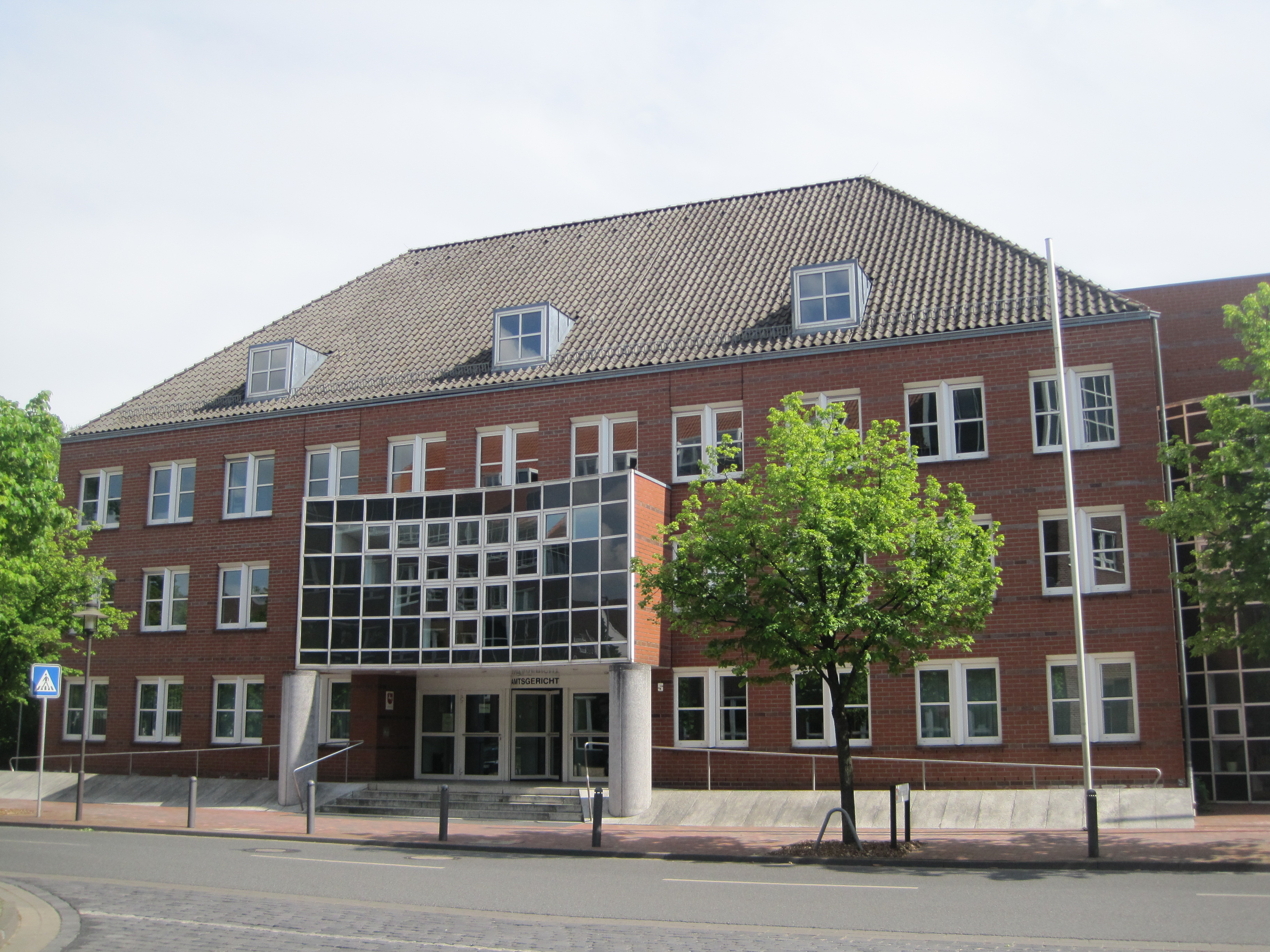
Gerichtsgebäude

Das Amtsgericht Uelzen ist eines von sechs Amtsgerichten im Bezirk des Landgerichts Lüneburg. Es hat seinen Sitz in Uelzen in Niedersachsen.
Zuständig ist das Amtsgericht Uelzen für den gesamten Landkreis Uelzen. Ihm ist das Landgericht Lüneburg übergeordnet. Zuständiges Oberlandesgericht ist das Oberlandesgericht Celle.

## Geschichte
Nach der Revolution von 1848 wurde im Königreich Hannover die Rechtsprechung von der Verwaltung getrennt und die Patrimonialgerichtsbarkeit abgeschafft.
Das Amtsgericht wurde daraufhin mit der Verordnung vom 7. August 1852 die Bildung der Amtsgerichte und unteren Verwaltungsbehörden betreffend als königlich hannoversches Amtsgericht gegründet.
Es umfasste die Stadt Uelzen und das Amt Oldenstadt.
Das Amtsgericht war dem Obergericht Lüneburg untergeordnet. Im Jahre 1859 wurde das Amtsgericht Bodenteich aufgehoben und sein Gerichtsbezirk dem des Amtsgerichtes Uelzen zugeordnet.
Mit der Annexion Hannovers durch Preußen wurde es 1866 zu einem preußischen Amtsgericht in der Provinz Hannover.
Mit den Reichsjustizgesetzen wurde 1879 die Gerichtsorganisation reichsweit einheitlich geregelt. Das Amtsgericht Uelzen blieb bestehen. Der Amtsgerichtsbezirk umfasste den Stadtbezirk Uelzen, dem Amt Oldenstadt und aus dem Amt Medingen die Gemeindebezirke Allenbostel, Alten-Ebsdorf, Arendorf, Bode, Brauel, Brockhöfe, Ebstorf, Eitzen II, Harstorf, Hanstedt, Holthusen, Linden, Lintzel, Lopau, Luttnissen, Melzingen, Oechtringen, Oetzfelde, Schatensen, Stadorf, Tatendorf, Teendorf, Velgen, Wessenstedt, Wettenbostel, Wittenwater, Wriedel und Wulfsode. Das Amtsgericht Uelzen war eines von 12 Amtsgerichten im Bezirk des Landgerichtes Lüneburg im Gebiet des Oberlandesgerichtes Celle. Das Gericht hatte damals drei Richterstellen und war ein großes Amtsgericht im Landgerichtsbezirk.
Seit Juni 1999 ist am Amtsgericht Uelzen das Zentrale Mahngericht des Landes Niedersachsen eingerichtet.